# (39741) Комм
(39741) Комм (лат. Komm) — астероид, относящийся к группе астероидов пересекающих орбиту Марса. Он был открыт 9 января 1997 года американским астрономом Роем Такером в обсерватория Гудрайк-Пиготт и назван в честь американского гелиосейсмолога Rudolf Walter Komm.

Орбита астероида Комм и его положение в Солнечной системе

Фотометрические наблюдения, проведённые в 2009 году, позволили получить кривые блеска этого тела, из которых следовало, что период вращения астероида вокруг своей оси равняется 5,95 ± 0,00696 часам, с изменением блеска по мере вращения 0,834 ± 0,016 m.